# Loma Saavedra
Loma Saavedra es un caserío peruano ubicado en el distrito de Aguas Verdes, perteneciente a la provincia de Zarumilla del departamento de Tumbes, al norte del Perú. 

## Ubicación
Loma Saavedra se ubica al norte de la provincia de Zarumilla, en el distrito de Aguas Verdes, en el departamento de Tumbes. Se ubica muy cerca a la frontera ecuatoriana-peruana.

## Demografía
En 2017 Loma Saavedra tenía una población de 313 habitantes.
| Gráfica de evolución demográfica de Loma Saavedra entre 1993 y 2017 |
|                                                                     |
| Fuentes: Población 1993 y 2017                                      |